# Istanbul-Express
Der Istanbul-Express war ein von der Deutschen Bundesbahn, den ÖBB, den Jugoslawischen Eisenbahnen, den Bulgarischen Staatsbahnen und den Türkischen Staatsbahnen betriebener Fernzug von München über Salzburg, Villach, Ljubljana, Zagreb, Belgrad, Niš, Sofia und Edirne nach Istanbul (Bahnhof Istanbul Sirkeci). Zeitweilig begann der Laufweg bereits in Stuttgart oder Frankfurt am Main. Bis zum Bau einer direkten Verbindung von Svilengrad über Edirne nach Pehlivanköy 1971 durchfuhr der Zug auch griechisches Staatsgebiet mit Halt in Pithion.

## Geschichte
Der Istanbul-Express verkehrte erstmals 1965 und war der Zuggattung nach ein Schnellzug. Ab 1991 verkehrte der Istanbul-Express als Skopje-Istanbul-Express mit Kurswagen nach Skopje, für den nach Istanbul verkehrenden Zugteil wurden neu angeschaffte türkische Schlafwagen eingesetzt. Weitere bedeutende Zugverbindungen zu jener Zeit boten der Hellas-Express, der Akropolis und der hierzu parallel verkehrende Attika an, die von Dortmund bzw. von München nach Athen fuhren. Von 1967 bis 1970, von 1977 bis 1979 und seit 1982 in den Wintermonaten war der Istanbul-Express bis nach Jugoslawien mit dem Hellas-Express zum Hellas-Istanbul-Express vereinigt. Grund war die gegenüber den 1960er-Jahren deutlich gesunkene Reisendenzahl.
Der Istanbul-Express gehörte mit 2100 km nach dem Hellas-Express zu den Nachtzugverbindungen mit dem längsten Laufweg, die von Westdeutschland aus verkehrten. Für die Strecke waren zwei Übernachtungen während der Fahrt vorgesehen.
Mit Beginn der Jugoslawienkriege benutzten sämtliche genannten Züge, also auch der Skopje-Istanbul-Express, zunächst einen Umweg über Wien und Budapest nach Belgrad, um das Kriegsgebiet in Slawonien zu umgehen. 1993 wurde die Verbindung komplett eingestellt.

## Wagen
Es kamen Sitzwagen, Liege-, Schlaf- und Gepäckwagen der deutschen, österreichischen, jugoslawischen, bulgarischen und türkischen Eisenbahnverwaltungen zum Einsatz. Die genaue Zusammensetzung änderte sich sehr häufig im Laufe der 38-jährigen Geschichte des Zuges, ebenso wie Laufweg und Zahl der eingereihten Kurswagen. Letztere fuhren z. B. nach Sarajevo, Ploce, Rijeka oder Warna. Bis 1982 wurden Bahnpostwagen mitgeführt und ab 1991 Autoreisezugwagen.

## Nachfolger
Bis Dezember 2012 existierte eine Verbindung von München über Villach, Ljubljana und Zagreb nach Belgrad, von dort musste in den Balkan-Express umgestiegen werden. Damit bestand aus Deutschland nur noch eine Verbindung mit einmaligem Umstieg nach Istanbul. Seit Dezember 2012 ist es hingegen erforderlich, auf der Strecke des ehemaligen Istanbul-Express in Schwarzach-St. Veit, Belgrad und Sofia auf jeweils andere Züge umzusteigen. Alternativ gelangt man in der Saison über Wien und Bukarest mit zweimaligem Umsteigen schneller und komfortabler nach Istanbul.
Von Villach nach Edirne verkehrt seit einigen Jahren mehrmals wöchentlich ein privat organisierter Autoreisezug (Optima Express).